# Hydropsyche perseus
Hydropsyche perseus là một loài Trichoptera trong họ Hydropsychidae. Chúng phân bố ở miền Cổ bắc.